# Suručica
Suručica (lat. Spiraea), rod od preko 120 vrsta listopadnih ili poluzimzelenih grmova iz porodice Rosaceae. rasprostranjen je prek ovelikih područja euroazijskog kontinenta i Sjevertne Amerike. U Hrvatskoj raste nekoliko vrsta, među kojima sivkasta suručica (S. cana), pilasta suručica (S. chamaedryfolia), dugolisna suručica, također nazivana i pilasta suručica  (S. media), vrbolisna suručica (S. salicifolia) i još neke. Mjehurasta suručica (Physocarpus) čini poseban rod ali pripada istoj porodici.

## Vrste
1. Spiraea adiantoides
2. Spiraea affinis
3. Spiraea alaschanica
4. Spiraea alba
5. Spiraea alpina
6. Spiraea anomala
7. Spiraea aquilegifolia
8. Spiraea arcuata
9. Spiraea arenaria
10. Spiraea arunachalensis
11. Spiraea baldshuanica
12. Spiraea bella
13. Spiraea betulifolia
14. Spiraea billardierei
15. Spiraea blumei
16. Spiraea boissieri
17. Spiraea brahuica
18. Spiraea calcicola
19. Spiraea cana
20. Spiraea canescens
21. Spiraea cantoniensis
22. Spiraea cavaleriei
23. Spiraea chamaedryfolia
24. Spiraea chambaensis
25. Spiraea chinensis
26. Spiraea compsophylla
27. Spiraea crenata
28. Spiraea dahurica
29. Spiraea daochengensis
30. Spiraea darjeelingensis
31. Spiraea dasyantha
32. Spiraea decumbens
33. Spiraea diversifolia
34. Spiraea douglasii
35. Spiraea duthieana
36. Spiraea elegans
37. Spiraea emarginata
38. Spiraea fangii
39. Spiraea faurieana
40. Spiraea flexuosa
41. Spiraea formosana
42. Spiraea fritschiana
43. Spiraea gracilis
44. Spiraea grefsheimii
45. Spiraea hailarensis
46. Spiraea hayatana
47. Spiraea hazarica
48. Spiraea hemicryptophyta
49. Spiraea henryi
50. Spiraea hingshanensis
51. Spiraea hirsuta
52. Spiraea hitchcockii
53. Spiraea hypericifolia
54. Spiraea hypoleuca
55. Spiraea insularis
56. Spiraea japonica
57. Spiraea kwangsiensis
58. Spiraea kweichowensis
59. Spiraea laeta
60. Spiraea lanatissima
61. Spiraea lasiocarpa
62. Spiraea lichiangensis
63. Spiraea lobulata
64. Spiraea longifolia
65. Spiraea longigemmis
66. Spiraea martinii
67. Spiraea media
68. Spiraea micrantha
69. Spiraea miyabei
70. Spiraea mollifolia
71. Spiraea mongolica
72. Spiraea morrisonicola
73. Spiraea muliensis
74. Spiraea nanojaponica
75. Spiraea nayarii
76. Spiraea ningshiaensis
77. Spiraea nipponica
78. Spiraea nishimurae
79. Spiraea ovalis
80. Spiraea panchananii
81. Spiraea panigrahiana
82. Spiraea papillosa
83. Spiraea parkeri
84. Spiraea pilosa
85. Spiraea pjassetzkii
86. Spiraea prunifolia
87. Spiraea pubescens
88. Spiraea purpurea
89. Spiraea pyramidata
90. Spiraea raizadae
91. Spiraea rhamniphylla
92. Spiraea rosthornii
93. Spiraea salicifolia
94. Spiraea sargentiana
95. Spiraea schlothauerae
96. Spiraea schneideriana
97. Spiraea schochiana
98. Spiraea septentrionalis
99. Spiraea sheikhii
100. Spiraea siccanea
101. Spiraea sozykinii
102. Spiraea splendens
103. Spiraea subcanescens
104. Spiraea subdioica
105. Spiraea sublobata
106. Spiraea subrotundifolia
107. Spiraea tanguensis
108. Spiraea tarokoensis
109. Spiraea teniana
110. Spiraea thibetica
111. Spiraea thunbergii
112. Spiraea tomentosa
113. Spiraea transhimalaica
114. Spiraea trichocarpa
115. Spiraea trilobata
116. Spiraea uratensis
117. Spiraea vacciniifolia
118. Spiraea vanhouttei
119. Spiraea veitchii
120. Spiraea velutina
121. Spiraea villosicarpa
122. Spiraea virginiana
123. Spiraea vorobjevii
124. Spiraea wardii
125. Spiraea wilsonii
126. Spiraea yunnanensis
127. Spiraea zabeliana